# IGBT

Principskiss av en IGBT i tvärsnitt.

Schemasymbol IGBT

IGBT eller insulated-gate bipolar transistor ("bipolär transistor med isolerat styre") är en typ av transistor som är en vanlig komponent i modern kraftelektronik. Den kombinerar egenskaperna hos en MOSFET-fälteffekttransistor och en bipolär transistor och utvecklades omkring 1980 av Jayant Baliga vid General Electric.
IGBT-transistorer förekommer bland annat i kraftelektroniken i moderna lok. En annan, mer vardaglig, applikation av IGBT-transistorer är i vissa typer av dimrar. För varvtalsstyrning av asynkronmotorer används idag IGBT mycket ofta - både som enskilda komponenter och som färdiga IGBT moduler i form av hel- eller halvbryggor.